# St. Veit in Defereggen
St. Veit in Defereggen es una localidad situada en el distrito de Lienz, en el estado de Tirol, Austria. Tiene una población estimada, a principios del año 2021, de 636 habitantes.
Está ubicada al sureste del estado, en la región de Tirol Oriental, al sureste de la ciudad de Innsbruck —la capital del estado— y cerca de la frontera con Italia y los estados de Carintia y Salzburgo.
Junto con las localidades de St Jakob in Defereggen y Hopfgarten, comparten la región de Defereggental y mantienen una comunidad de municipios.